# ميان دة (مقاطعة تشالوس)
ميان‌دة (بالفارسية: میان‌ده) هي قرية تقع في قسم كلارستاق الغربي الريفي (مقاطعة تشالوس) في إيران. يقدر عدد سكانها بـ 272 نسمة بحسب إحصاء 2016.